# Johann und Maria Schatz
Maria Schatz (* 6. November 1889; † 1. Jänner 1948)  und ihr Mann Johann (* 25. April 1889; † 4. Juli 1956) retteten die Jüdin Esther Zychlinski-Feinkoch (* 23. Dezember 1926 in Łódź; † 2000 in Tel Aviv) vor dem Holocaust, indem sie sie auf ihrem Bauernhof in der Nähe der Konzentrationslager Mauthausen und Gusen bis zum Kriegsende im Mai 1945 versteckten. Sie sind die einzigen "Gerechten unter den Völkern" aus Oberösterreich.

## Die Gerettete: Esther Zychlinski-Feinkoch
Esther Feinkoch wurde in Łódź geboren. Als eine der letzten Überlebenden ihrer Familie wurde sie Ende 1944 aus dem Ghetto Litzmannstadt ins KZ Auschwitz deportiert.
Danach kam sie ins KZ-Außenlager Freiberg, wo sie mit rund 1000 jüdischen Frauen für die Arado Flugzeugwerke arbeiten musste.
Aufgrund des Vormarsches der Roten Armee wurde das Lager ab dem 14. April 1945 "evakuiert", der Transport ins KZ Mauthausen dauerte 16 Tage.
Die ca. 300 bis 500 Frauen wurden im sogenannten „Zigeunerlager“ in der "Messerschmitt-Baracke" westlich des Steinbruchs untergebracht.
Die 18-jährige Esther konnte im Frühjahr 1945 durch ein Loch im Zaun aus dem Lager fliehen. 
Auf ihrer Flucht durch den Wald kam sie zum Haus der Familie Schatz in Frankenberg 14. Sie klopfte an eine Tür und bat Maria Schatz um Wasser. Nachdem sie getrunken hatte, schleppte sich Esther weiter, kehrte aber, vom Hunger getrieben, nach kurzer Zeit zurück und klopfte abermals an die Tür. Wieder öffnete Maria Schatz, die gerade das Futter für die Schweine gekocht hatte. Esther stürzte sich darauf und begann, davon zu essen. Angesichts des erbarmungswürdigen Zustands des Mädchens, das sie unschwer als KZ-Häftling erkannte, brach Maria Schatz in Tränen aus. Sie gab Esther zu essen, gab ihr saubere Kleidung und brachte sie in einem der Kinderzimmer unter.
Esther wurde einmal von der SS aufgegriffen. Da auch die Kinder der Familie eingeweiht waren, gab der 16-jährige Franz Schatz Esther als seine Schwester aus und konnte sie dadurch retten. Esther wurde auf dem Bauernhof bis zur Befreiung des Lagers am 5. Mai 1945 versteckt.
Nach dem Krieg wanderte Esther nach Israel aus. Am Schiff traf sie ihren Bruder; die beiden waren die einzigen Überlebenden ihrer Familie.
Sie erinnerte sich an das Ehepaar, das sie gerettet hatte, und erzählte die Geschichte mehrmals ihren Kindern. Auch im Bericht, den sie 1995 ans Yad Vashem übergab, erwähnte sie das österreichische Paar.

## Würdigung
Erst nach dem Tod von Esther Zychlinski-Feinkoch begann ihr Sohn Arie Zychlinski nach der Familie Schatz zu suchen. Nachdem er deren Nachkommen gefunden hatte, wandte er sich ans Yad Vashem. Am 25. November 2009 ehrte die israelische Holocaustgedenkstätte Yad Vashem das Ehepaar posthum mit der Ehrenmedaille der „Gerechten unter den Völkern“.
Im Rahmen eines großen Festakts wurde die Urkunde am 2. Juni 2010 vom israelischen Botschafter im Parlament in Wien an die Nachkommen der Familie übergeben.
Die Geschichte von Esther und der Familie Schatz wird auch in der Ausstellung Die Gerechten im Museum Arbeitswelt Steyr erzählt.